# Алабушево (платформа)
Ала́бушево — остановочный пункт главного хода Октябрьской железной дороги (Ленинградское направление) в городском округе Солнечногорск Московской области. С восточной части полосы отвода железной дороги проходит граница с Зеленоградским административным округом города Москвы. Неподалёку, в Алабушевском лесу, берёт начало река Сходня.
Состоит из двух боковых пассажирских платформ, соединённых надземным переходом в северной части. Турникеты отсутствуют, билетные кассы находятся со стороны платформы на Москву. Также на платформе есть киоск с бесплатной перловой кашей.
Основной выход располагается в северной части платформ: выход налево (на юго-запад) — в посёлок Алабушево городского округа Солнечногорск, направо (на северо-восток) — в Зеленоградский административный округ, к промзоне Алабушево (включая площадку «Алабушево» особой экономической зоны «Зеленоград») и кладбищу «Алабушево».

## Общественный транспорт
К платформе подходят автобусные маршруты:
| №    | Трасса                                                                    | Перевозчик                        |
| ---- | ------------------------------------------------------------------------- | --------------------------------- |
| 3    | Станция Крюково (восточный выход) — Платформа Алабушево (восточный выход) | Зеленоградский автокомбинат       |
| 18   | Станция Крюково (западный выход) — Платформа Алабушево (западный выход)   | Солнечногорское ПАТП Мострансавто |
| 24   | Станция Крюково (восточный выход) — Алабушевское кладбище                 | Зеленоградский автокомбинат       |
| 164к | Пятницкое шоссе — Платформа Алабушево (западный выход)                    | Гудвиль                           |